# Коређа (Бари)
Коређа (итал. Coreggia) је насеље у Италији у округу Бари, региону Апулија.
Према процени из 2011. у насељу је живело 730 становника. Насеље се налази на надморској висини од 395 м.